# Gerichtsorganisation in Namibia

Supreme Court von Namibia in Windhoek

Die Gerichtsorganisation der Republik Namibia wurde durch die Verfassung Namibias in den Artikeln 78 bis 88 im Jahre 1990 eingeführt.
Das Gerichtssystem ist dreistufig aufgebaut. Es besteht aus dem Supreme Court (Oberstes und Verfassungsgericht), dem High Court (Obergericht) sowie einer Reihe von Lower Courts (Gerichte unterer Ebene) (Art. 78 Abs. 1 der Verfassung).
Er ist ein einziger Gerichtskörper, so dass es keine Mehrzahl von gleichgeordneten Gerichten zweiter Instanz gibt. In Einzelfällen ist das High Court auch für Verfassungsfragen zuständig. Beim Aufbau der Gerichtsbarkeit wurde von einer fachlichen Gliederung abgesehen: Für alle Arten von Streitigkeiten (Zivil- und Strafrechtsstreitigkeiten als auch in Streitigkeiten mit Beteiligung der öffentlichen Gewalt) ist dasselbe Gericht zuständig.
Die Unabhängigkeit der Gerichte ist in der Verfassung verankert. Gericht sind einzig dem Gesetz unterworfen (Art. 78 Abs. 2).

## Übergeordnete Gerichte
Der Supreme Court ist die höchste Instanz der namibischen Gerichtsbarkeit. Gleichzeitig nimmt er die Aufgaben eines Verfassungsgerichtes wahr. Das höchste Gericht entscheidet über die Anwendbarkeit und Auslegung der Verfassung und der darin garantierten Grundrechte sowie über Angelegenheiten, die ihm vom Generalstaatsanwalt zur Entscheidung vorgelegt werden.
Die Entscheidungen des Supreme Court sind für alle untergeordneten Gerichte bindend (Art. 81) und können nur vom Gericht selbst oder durch rechtmäßig verabschiedete Gesetze geändert werden.
Der High Court ist für Berufungen gegen Urteile der Lower Courts zuständig und hat teilweise die originäre Zuständigkeit für zivil- und strafrechtliche Streitigkeiten. Das Obergericht hat ebenfalls die Möglichkeit der Auslegung und Anwendung der Verfassung (Art. 80). Der Labour Court ist eine Abteilung des High Court.

## Untergeordnete Gerichte
Die Lower Courts bilden die niedrigste Rechtsinstanz Namibias. Sie unterteilen sich in:
- Regional Magistrates´ Courts
- District Magistrates´ Courts
- Arbitration Tribunals
- Community Courts

## Einsetzung und Entlassung der Richter
Richter des Supreme und High Court werden vom Präsidenten Namibias als Vorsitzender der Judicial Service Commission (JSC) ernannt (Art. 82 Abs. 1). Die JSC unterbreitet dem Präsidenten Vorschläge und spricht Empfehlungen zur Ernennung aus. Die JSC besteht aus dem höchsten Richter des Supreme Court, einem vom Präsidenten ernannten Richter, dem Generalstaatsanwalt und zwei von der höchsten Organisation der Rechtsvertreter in Namibia ernannten Personen, meist Rechtsanwälten.
Alle Richter mit Ausnahme der Acting Judges sind maximal bis zu ihrem 65. Lebensjahr im Amt, auf Wunsch des Präsidenten auch bis zu ihrem 70. Lebensjahr (Art. 82 Abs. 4). Eine Entlassung ist nur aufgrund schwerem Fehlverhaltens (gross missconduct) oder Unzurechnungsfähigkeit (mental incapacity) zulässig (Art. 84 Abs. 1 und 2 der Verfassung).

## Geschichte

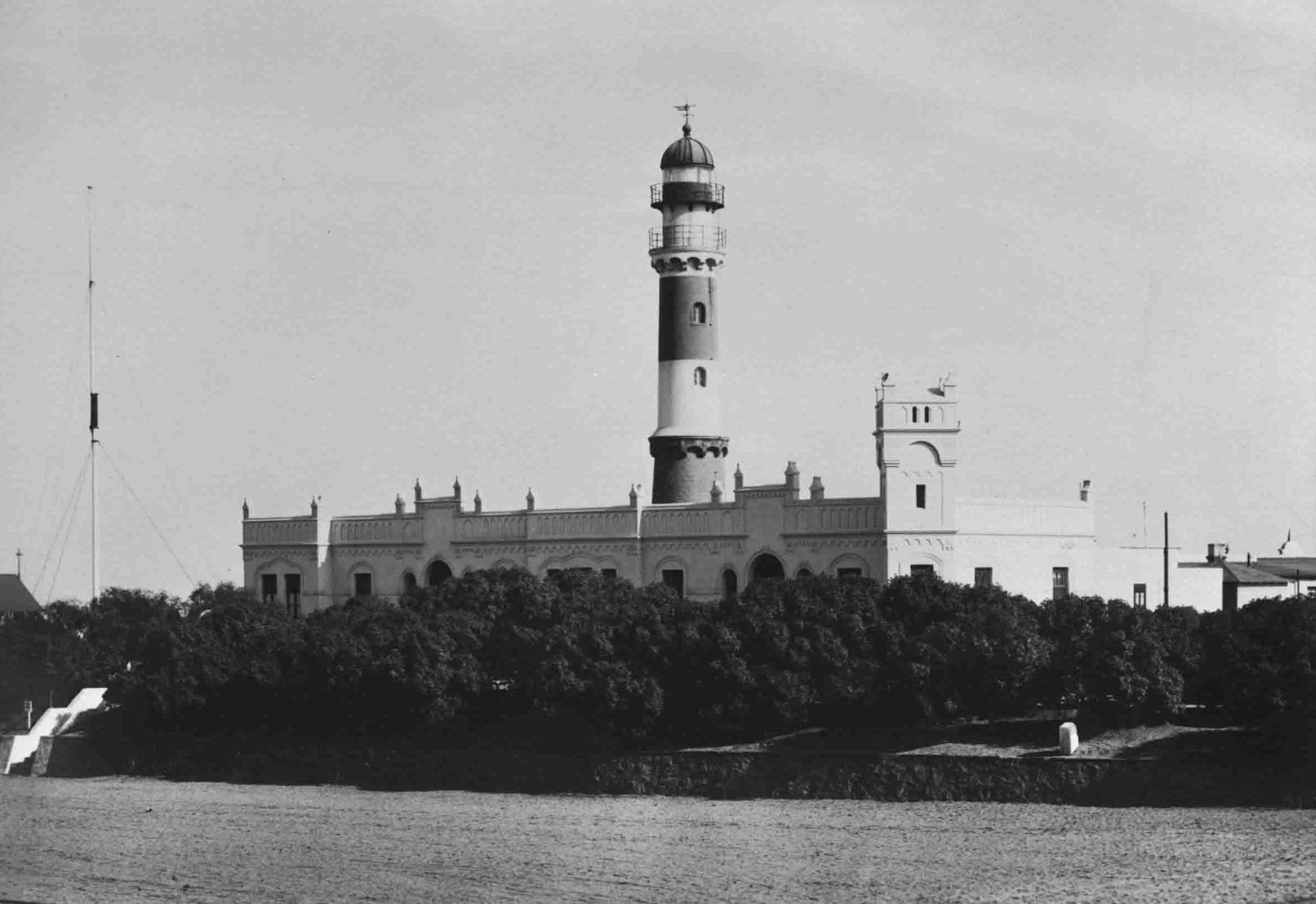
Kaiserliches Bezirksgericht Swakopmund (1911)

Zu Zeiten Deutsch-Südwestafrikas gab es auf dem Gebiet des heutigen Namibias das Kaiserliches Obergericht Windhoek (OGW) in Windhoek als höchste örtliche Instanz. Es wurde 1890 eingerichtet und wie alle anderen 1915 aufgelöst. Darunter war die Gerichtsbarkeit in fünf Bezirksgerichte gegliedert:
- Kaiserliches Bezirksgericht Keetmanshoop (GKE), in Keetmanshoop (ab 1894)
- Kaiserliches Bezirksgericht Lüderitzbucht (GLU), in Lüderitz (ab 1906)
- Kaiserliches Bezirksgericht Omaruru (GOM), in Omaruru (ab 1909)
- Kaiserliches Bezirksgericht Swakopmund (GSW), in Swakopmund; mit dem untergeordneten Kaiserlichen Gericht Otjimbingwe in Otjimbingwe (ab 1885)
- Kaiserliches Bezirksgericht Windhoek (GWI), in Windhoek (ab 1890)[4]

1913 waren die Bezirksgerichte mit elf Berufsrichtern besetzt. Hinzu kamen jeweils noch zwei Laienrichter für die Behandlung mittlerer Strafsachen und von vier Laienrichter bei schweren Straftaten.
Während der südafrikanischen Zeit in Südwestafrika gab es folgende Gerichte:
- Sonderkriminalgerichtshof (Special Criminal Court)
- Oberstes Gericht Windhoek (Supreme Court Windhoek)
- 29 Magistratsgerichte
- Magistrat und Kommissar für Bantu-Angelegenheiten in Walvis Bay (Magistrate and Bantu Affairs Commissioner Walvis Bay)